# Adrian Conan Doyle

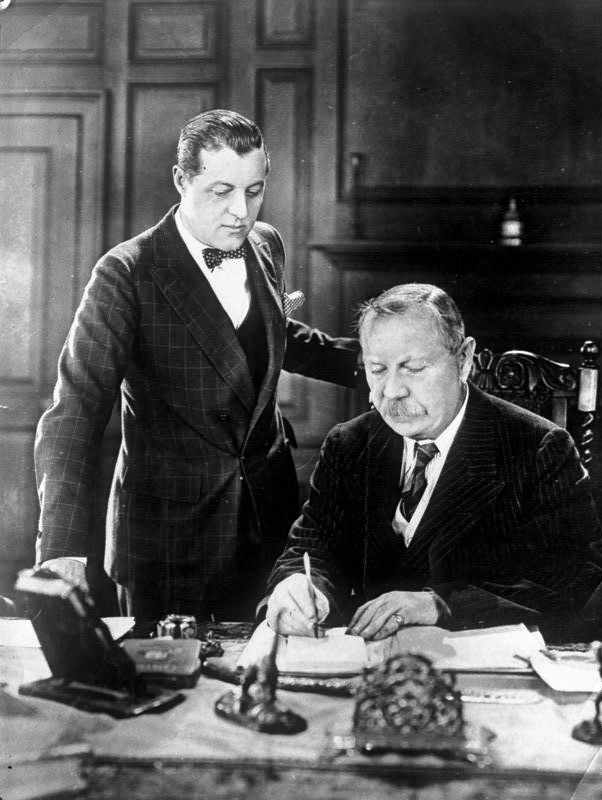
Adrian Conan Doyle mit seinem Vater Sir Arthur (1930)

Adrian Malcolm Conan Doyle (* 19. November 1910 in Crowborough; † 3. Juni 1970 in Genf) war ein britischer Rennfahrer, Großwildjäger, Entdecker und Schriftsteller.

## Leben
Doyle war der jüngste Sohn von Sir Arthur Conan Doyle und dessen zweiter Frau Jean Doyle. Er hatte eine Schwester, Jean Conan Doyle, und einen Bruder, Denis. Darüber hinaus hatte er aus der ersten Ehe seines Vaters zwei Halbgeschwister, Mary und Kingsley.
Biograph Andrew Lycett bezeichnete ihn und seinen Bruder Denis als Verschwender, die das Vermächtnis ihres Vaters als Milchkuh nutzten.
Er heiratete die dänischstämmige Anna Andersen und verwaltete nach dem Tod seiner Mutter 1940 das literarische Vermächtnis seines Vaters. 1965 gründete er die Sir Arthur Conan Doyle Foundation mit Sitz in der Schweiz. Nach seinem Tod übernahm seine Schwester Jean die Verwaltung.
Adrian Conan Doyle schrieb auch einige Sherlock-Holmes-Geschichten, einige mit Unterstützung von John Dickson Carr, der 1949 eine autorisierte Biographie von Arthur Conan Doyle veröffentlichte. Die Grundlage für die Bücher waren Andeutungen in den Geschichten seines Vaters, die aber nie verfasst wurden. Die Geschichten wurden 1952 und 1953 geschrieben und 1954 unter dem Titel The Exploits of Sherlock Holmes veröffentlicht. Auch andere Autoren verfassten Geschichten auf Grundlage der Figur Sherlock Holmes.

## Werke
- The Exploits of Sherlock Holmes (1954, London, John Murray)
- The True Conan Doyle, (1945, London, John Murray; geschrieben über Arthur Conan Doyle, mit einem Vorwort von Sir Hubert Gough)

### Sherlock Holmes Geschichten
Diese Geschichten wurden von Adrian Conan Doyle und John Dickson Carr geschrieben, sofern nicht anders angegeben. Eine Anzahl (mindestens sechs) der Holmes-Geschichten wurde ausschließlich von Adrian geschrieben.
- The Adventure of the Seven Clocks (aus: Ein Skandal in Böhmen)
- The Adventure of the Gold Hunter (aus: Die fünf Orangenkerne)
- The Adventure of the Wax Gamblers (aus: Ein Skandal in Böhmen)
- The Adventure of the Highgate Miracle (aus: Das Rätsel der Thor-Brücke)
- The Adventure of the Black Baronet (aus: Der Hund von Baskervilles)
- The Adventure of the Sealed Room (aus: Der Daumen des Ingenieurs) von Adrian Doyle allein
- The Adventure of the Foulkes Rath (aus: Der goldene Kneifer)
- The Adventure of the Abbas Ruby (aus: Der Hund von Baskervilles)
- The Adventure of the Dark Angels (aus: Die Abteischule)
- The Adventure of the Two Women (aus: Der Hund von Baskervilles)
- The Adventure of the Deptford Horror (aus: Der schwarze Peter)
- The Adventure of the Red Widow (aus Ein Skandal in Böhmen)

### Nicht-Sherlock-Homes-Werke
- Heaven Has Claws (1952, London, John Murray)
- Tales of Love and Hate eine Sammlung von Kurzgeschichten (1960, London, John Murray)
- Lone Dhow (1963, London, Murray)